# Sabina-Poggio Mirteto suburbikariska stift
Sabina-Poggio Mirtetot suburbikariska stift är ett stift inom Romersk-katolska kyrkan beläget i Rom, Italien. Stiftet är ett av de sju så kallade suburbikariska stiften, vilket innebär att det tjänar som säte för en av kyrkans kardinalbiskopar.

## Historia
Sabina har varit biskopssäte sedan 500-talet, även om historiciteten för biskoplängdens tidigaste namn har ifrågasatts. Stiftets biskopssäte låg i Forum Novum, även kallat Vescovio.
Poggio Mirteto var ett eget stift i provinsen Rieti 1841–1925. Därförinnan tillhörde det abbotsklostret Farfa, och utgjorde ett så kallat abbotstift.
Från 3 juni 1925 förenades de båda stiften under namnet Sabina e Poggio Mirteto, senare Sabina-Poggio Mirteto.

## Biskop och biskopssäte
Biskop är sedan 2002 kardinal Giovanni Battista Re; sedan 1842 är kardinalbiskopen av Sabina även territorialabbot av Farfa. Biskopsämbetet i de suburbikariska stiften är dock i praktiken överlåtet till en tjänstgörande stiftsbiskop.
Domkyrka är Marie Himmelsfärds katedral (italienska: Cattedrale di Santa Maria Assunta) i Poggio Mirteto, byggd i barockstil och invigd 1779.